# Tasha Danvers
Tasha Danvers (tidigare Tasha Danvers-Smith), född den 19 september 1977 i London i Storbritannien, är en brittisk friidrottare som tävlar i häcklöpning.
Danvers första mästerskap hon deltog vid var VM 1999 där hon inte gick vidare till final på 400 meter häck. Hon deltog även vid Olympiska sommarspelen 2000 där hon gick vidare till final men slutade sist. Nästa mästerskapsfinal blev EM i München 2002 där hon slutade på sjunde plats. Vid Samväldesspelen 2006 blev hon silvermedaljör. Vid Olympiska sommarspelen 2008 gick hon vidare till final och slutade där på tredje plats på ett nytt personligt rekord 53,84.